# 1889 ve fotografii
Tento článek obsahuje významné fotografické události v roce 1889.

## Události
- Proběhl experiment na univerzitě v Petrohradě, při kterém šéf ruského balónového armádního sboru Alexandr Kovanko pořídil letecké snímky z balónu a poslal kolodiové filmové negativy na zem holubí poštou.[1]
- Edward Livingston Wilson (1838–1903) v New Yorku od roku 1889 vydával časopis Wilson's Photographic Magazine.
- Světová výstava 1889 – medaili obdržel francouzský fotograf Eugène Pirou a francouzský fotograf působící v Alžírsku Auguste Maure. Vynálezce Ernest Enjalbert představil první plně funkční fotografický automat (francouzský patent č. 196451 ze 4. března 1889).[2] Zlatou medaili za objev využití hořčíku v zábleskovývh lampách získal Paul Boyer.
- Vznikla Japonská fotografická společnost, organizace fotografů se sídlem v Tokiu, která pokračovala až do posledních let devatenáctého století.

## Narození v roce 1889
- 7. ledna – Arthur Mole, americký fotograf, skládal tisíce lidí do obrazců († 14. srpna 1983)
- 11. února – Jindřich Bišický, český válečný fotograf († 31. října 1949)
- 12. února – Jasuzó Nodžima, japonský fotograf († 14. srpna 1964)
- 22. března – Thilly Weissenborn, holandská fotografka († 28. října 1964)
- 23. března – Charles Ravn, norský fotograf († 26. srpna 1963)
- 6. června – Nelson Evans,  americký fotograf v dobách starého Hollywoodu († 17. října 1922)
- 16. července – Louis-Victor Emmanuel Sougez, francouzský fotograf († 24. srpna 1972)
- 4. září – Aage Remfeldt, dánský fotograf a olympionik († 29. listopadu 1983)
- 1. listopadu – Hannah Höchová, německá umělkyně a fotografka († 31. května 1978)
- 14. listopadu – Hakuyō Fuchikami, († 8. února 1960)
- 30. prosince – Peggy Hull, americká fotografka († 19. června 1967)
- ? – Marcelin Flandrin, francouzský fotograf († 1957)
- ? – William Rider-Rider, britský válečný fotograf († 1979)
- ? – Alexander Keiller, skotský archeolog a fotograf, pionýr letecké fotografie († 1955)
- ? – Lev Jakovlevič Leonidov, ruský fotograf, portrétista a fotoreportér, autor obrazů Fjodora Ivanoviče Šaljapina a Vladimira Iljiče Lenina († 1952)
- ? – Yvonne Gregory, britská společenská fotografka, fotografka aktů a spisovatelka (1889–1970)
- ? – Ólafur Magnússon, islandský a dánský portrétní dvorní fotograf (1889–1954)
- ? – Vivienne, britská fotografka, zpěvačka, spisovatelka (1889–1982)
- ? – Fred R. Archer, americký fotograf, spolupracoval s Anselem Adamsem na zonálním systému; portrétoval hollywoodské filmové hvězdy (3. prosince 1889 – 27. dubna 1963)
- ? – Cedric Wright, americký houslista a fotograf, spolupracoval s Anselem Adamsem (13. dubna 1889 – 1959)

## Úmrtí v roce 1889
- 10. ledna – Johannes Petter Lindegaard, dánský fotograf aktivní v Norsku (* 2. října 1830)
- 24. února – Philip Henry Delamotte, fotograf a ilustrátor (* 1821)
- 4. října – André-Adolphe-Eugène Disdéri, francouzský portrétní fotograf (* 28. března 1819)
- 24. listopadu – Alphonse Bernoud, francouzský fotograf (* 4. února 1820)
- 22. prosince – Édouard Baldus, francouzský fotograf (* 5. června 1813)
- ? – Francesco Paolo, fotograf (* 1824)
- ? – Marie Thomsen, norská fotografka (* asi 1814)
- ? – Frederick Hudson, britský spirituální fotograf (1812–1889)
- ? – Hippolyte Jouvin, francouzský fotograf a vydavatel stereoskopických fotografií, průkopník v oblasti hlubotisku a jeden z prvních, kteří použili mokrý kolodiový proces (7. prosince 1825 – 3. srpna 1889)